# Klokot (Vitina)
Pour les articles homonymes, voir Klokot.
Klokot en serbe latin et Kllokot en albanais (en serbe cyrillique : Клокот) est une localité du Kosovo située dans le district de Vitina (Kosovo) ou district de Kosovo-Pomoravlje (Serbie). Selon le recensement kosovar de 2011, elle compte 1 064 habitants,.
Selon le découpage administratif kosovar, elle est le centre administratif d'une commune qui porte son nom et qui compte 2 556 habitants ; selon la Serbie, elle est une localité rattachée à la commune/municipalité de Viti/Vitina. 

## Localités

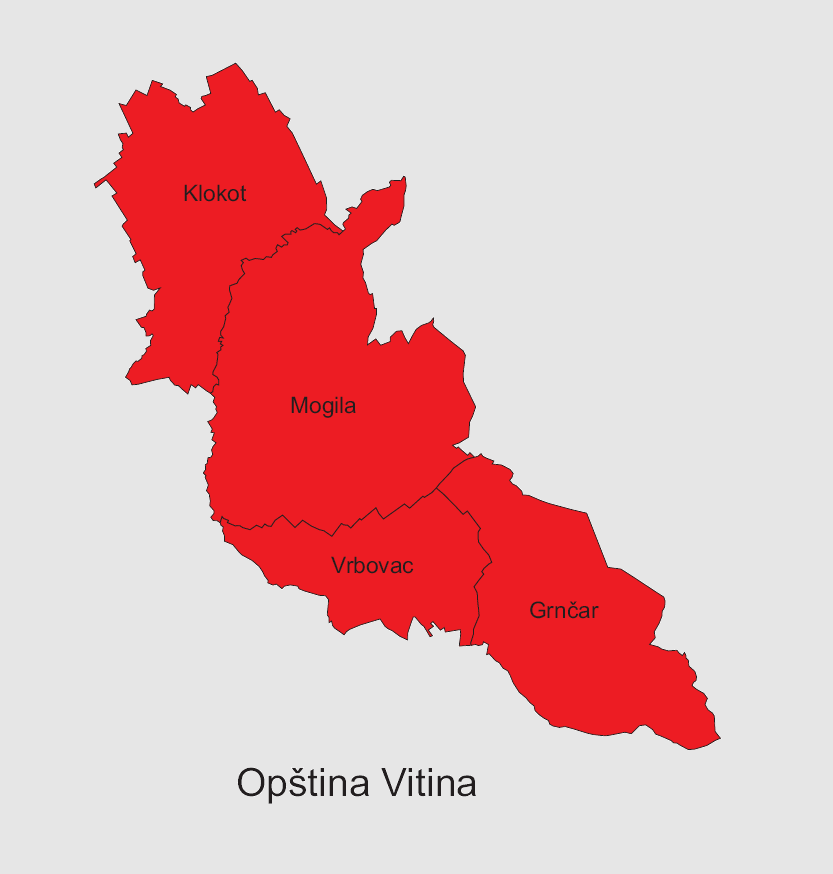
Carte de la commune/municipalité de Klokot/Kllokot

Du point de vue kosovar, la commune de Klokot/Kllokot est constituée de quatre localités : Grnčar/Gërnçar, Klokot/Kllokot, Mogillë/Mogila et Vrbovac/Vërboc.

## Démographie

### Évolution historique de la population dans la localité
| 1948 | 1953 | 1961 | 1971  | 1981  | 1991  | 2011  |
| ---- | ---- | ---- | ----- | ----- | ----- | ----- |
| 714  | 783  | 940  | 1 117 | 1 223 | 1 197 | 1 064 |

|  |

### Répartition de la population par nationalités (2011)
En 2011, les Serbes représentaient 57,89 % de la population et les Albanais 41,42 %.

## Politique
Aux élections de 2009, les 15 sièges de l'assemblée municipale se répartissaient de la manière suivante :
| Parti                                     | Sièges |
| ----------------------------------------- | ------ |
| Parti libéral-démocrate indépendant (SLS) | 10     |
| Ligue démocratique du Kosovo (LDK)        | 5      |

Saša Mirković, chef de la liste du SLS, a été élu maire de la commune/municipalité.